# Forced wet sump
Forced wet sump is een smeersysteem van de Honda twins CB 200 en CB 360 (motorfietsen) uit 1974.
Bij deze tweecilinders zaten kleine oliereservoirs in de cilinderkoppen, zodat de smering van de nokkenassen meteen na het starten gegarandeerd was. Zonder dit systeem zou het te lang duren voordat de oliepomp de smeerolie omhoog gepompt zou hebben.